# Canton de Brezolles
Le canton de Brezolles est une ancienne division administrative française située dans le département d'Eure-et-Loir et la région Centre-Val de Loire.

## Géographie
Ce canton du Thymerais dans le Perche était organisé autour de Brezolles dans l'arrondissement de Dreux. Son altitude variait de 90 m (Saint-Rémy-sur-Avre) à 212 m (La Mancelière) pour une altitude moyenne de 226 m.

## Représentation

### Conseillers généraux de 1833 à 2015
| Période          | Période      | Identité                      | Étiquette            | Qualité |
| ---------------- | ------------ | ----------------------------- | -------------------- | --- |
| 1945             | 1960 (décès) | Paul Barret                   | Ind.                 | Agriculteur Maire d'Escorpain (1919-1960), ancien conseiller d'arrondissement                                               |
| 23 mai 1960      | 1962 (décès) | Jacques Théret                | SFIO                 | Huissier |
| 1er juillet 1962 | 1992 (décès) | Claude Nespoulous (1931-1992) | PSU,CIR, MRG puis PS | Directeur d'une société d'économie mixte Maire de Saint-Lubin-des-Joncherets (1959-1992)                                    |
| 1992             | 2001         | Guy Barret                    | UDF                  | Agriculteur Maire d'Escorpain (1960-2001)                                                                                   |
| 2001             | 2015         | Gérard Sourisseau             | DVD                  | Proviseur de lycée Maire de Saint-Lubin-des-Joncherets (1995-2016) Elu en 2015 dans le canton de Saint-Lubin-des-Joncherets |

### Conseillers d'arrondissement (de 1833 à 1940)
| Période                                  | Période      | Identité                                                | Étiquette | Qualité |
| ---------------------------------------- | ------------ | ------------------------------------------------------- | --------- | --- |
| 1833                                     | 1842         | Jacques Letellier (1778-1862)                           |           | Propriétaire, maire de Crucey                                                                               |
| 1842                                     | 1848         | Baron Joseph Édouard de Coüin de Grandchamp (1806-1861) |           | Maire d'Escorpain                                                                                           |
|                                          |              |                                                         |           | |
| 1904                                     | 1908 (décès) | Louis Albert Alexandre Destay                           |           | Médecin, propriétaire à Laons                                                                               |
| 1908                                     | 1919         | Eugène Raymond                                          | Radical   | Maire de Saint-Rémy-sur-Avre                                                                                |
| 1919                                     | 1925         | Émile Lambert                                           |           | Propriétaire cultivateur à Rotignon, maire de Laons                                                         |
| 1925                                     | 1928         | Maurice Bonneville                                      |           | Conseiller municipal de Saint-Lubin-des-Joncherets                                                          |
| 1928                                     | 1940         | Paul Barret                                             | PAPF      | Agriculteur, maire d'Escorpain                                                                              |
| 1940                                     |              |                                                         |           | Les conseils d'arrondissement ont été suspendus par la loi du 12 octobre 1940 et n'ont jamais été réactivés |
| Les données manquantes sont à compléter. |              |                                                         |           | |

## Composition
Le canton de Brezolles regroupait dix-huit communes et comptait 14 388 habitants (recensement de 2011).
| Communes                      | Population (2012) | Code postal | Code Insee |
| ----------------------------- | ----------------- | ----------- | ---------- |
| Beauche                       | 287               | 28270       | 28030      |
| Bérou-la-Mulotière            | 336               | 28270       | 28037      |
| Brezolles                     | 1 838             | 28270       | 28059      |
| Châtaincourt                  | 241               | 28270       | 28087      |
| Les Châtelets                 | 97                | 28270       | 28090      |
| Crucey-Villages               | 468               | 28270       | 28120      |
| Dampierre-sur-Avre            | 705               | 28350       | 28124      |
| Escorpain                     | 259               | 28270       | 28143      |
| Fessanvilliers-Mattanvilliers | 171               | 28270       | 28151      |
| Laons                         | 729               | 28270       | 28206      |
| La Mancelière                 | 209               | 28270       | 28231      |
| Montigny-sur-Avre             | 256               | 28270       | 28263      |
| Prudemanche                   | 253               | 28270       | 28308      |
| Revercourt                    | 27                | 28270       | 28315      |
| Rueil-la-Gadelière            | 516               | 28270       | 28322      |
| Saint-Lubin-de-Cravant        | 59                | 28270       | 28346      |
| Saint-Lubin-des-Joncherets    | 4 188             | 28350       | 28348      |
| Saint-Rémy-sur-Avre           | 3 749             | 28380       | 28359      |

## Démographie
| 1999   | 2006   | 2011   | 2012   |
| ------ | ------ | ------ | ------ |
| 13 864 | 13 843 | 14 388 | 14 427 |